# Nickerson (Kansas)
Nickerson é uma cidade localizada no estado americano de Kansas, no Condado de Reno.

## Demografia
Segundo o censo americano de 2000, a sua população era de 1194 habitantes.
Em 2006, foi estimada uma população de 1165, um decréscimo de 29 (-2.4%).

## Geografia
De acordo com o United States Census Bureau tem uma área de
3,5 km², dos quais 3,5 km² cobertos por terra e 0,0 km² cobertos por água.

## Localidades na vizinhança
O diagrama seguinte representa as localidades num raio de 24 km ao redor de Nickerson.